# Varian Medical Systems
Varian Medical Systems er en amerikansk virksomhed med hovedkvarter i Palo Alto, Californien, som specialiserer sig i fremstilling af avanceret udstyr og software til strålebehandling af kræft.

## Historie
Firmaet blev stiftet som Varian Associates i 1948 af en gruppe videnskabsfolk bestående af blandt andet brødrene Russell H. Varian og Sigurd F. Varian med det formål at sælge klystroner, som kort forinden var opfundet af brødrene. I 1999 var Varian Associates blevet specialiseret i afdelinger, der beskæftigede sig med halvlederteknologi, vakuumudstyr og medicinsk udstyr, og den 2. april 1999 blev firmaet opdelt i henholdsvis Varian Semiconductor, Varian, Inc. og Varian Medical Systems.